# Aruanda
Aruanda es un concepto presente en las religiones afrobrasileñas, especialmente en la umbanda, así como en el espiritismo brasileño. Describe un lugar en el mundo espiritual, que varía mucho según la corriente religiosa, pero que en general podría equipararse a una forma de paraíso espiritual. A veces, se entiende como una ciudadela espiritual que orbitaría la ionosfera del planeta Tierra.

## Significado
La palabra Aruanda, es una corrupción o una forma diferente de referirse a Luanda, capital de Angola. Esto es porque los esclavos negros deseaban regresar en vida a su tierra natal. Con el tiempo y con la separación de la umbanda de las tradiciones africanas, Aruanda terminó convirtiéndose en una tierra mística.
A pesar de la abundante literatura, la umbanda no se considera una religión codificada. Por esta razón, el término Aruanda puede tener varios significados, dependiendo del terreiro o centro espiritualista en el que se mencione. Incluso es utilizado por otras religiones espiritualistas como la quimbanda y el candomblé, como término genérico para referirse al «plano espiritual», el lugar donde vivirían entidades superiores.
Para la umbanda tradicional, fundada en 1908 por el Caboclo das Sete Encruzilhadas, los habitantes de Aruanda son espíritus trabajadores del bien y la caridad, ya sean recién desencarnados en el saber, o espíritus de luz que no hace mucho tiempo regresaron a la esfera física a través de la reencarnación. Estos guías espirituales, a pesar de su evolución espiritual, permanecen en la dimensión vibrante de Aruanda para seguir asistiendo encarnados y desencarnados, manifestándose en la Tierra bajo la vestidura fluídica (en tipología espiritual) de viejos negros, caboclos y niños. Sus verdaderas formas, sin embargo, trascienden raza, credo o etnia, siendo posible su manifestación en cualquier congregación que practique el binomio amor-caridad y que admita la comunicación espiritual.
Para el espiritismo de Allan Kardec, Aruanda sería el nombre de un sitio espiritual, similar a la colonia Nosso Lar, descrita en el libro Nosso Lar, de André Luiz, psicografiado por el médium Chico Xavier. En Aruanda, sin embargo, estarían presentes elementos mágicos de la cultura africana, en sincretismo con los simbolismos de la cultura judeocristiana.
Aruanda, en el sentido de ciudadela espiritual, se menciona en los libros Tambores de Angola, Aruanda y Cidade dos Espíritos, libros del espíritu Ângelo Inácio, psicografiados por el médium Robson Pinheiro. En ellos, la religión umbanda forma parte de un panorama espiritista más amplio (espiritismo universalista), explicando la importancia de sus rituales mágicos y simbologías, como formas de manipular las fuerzas elementales de la naturaleza.